# Sânmihaiu Almașului
Sânmihaiu Almașului (conosciuto anche come Sânmihaiu Deșert o Pusta-Sân-Mihaiuin, in ungherese Almásszentmihály) è un comune della Romania di 1 777 abitanti, ubicato nel distretto di Sălaj, nella regione storica della Transilvania. 
Il comune è formato dall'unione di 3 villaggi: Bercea, Sânmihaiu Almașului, Sântă Măria.
Di particolare rilievo è la chiesa lignea dedicata ai SS. Arcangeli Michele e Gabriele (Sf. Arhangheli Mihail și Gavril), costruita, secondo quanto riportato sull'iconostasi, nel 1794 ma che altre fonti retrodatano al 1778. La chiesa è stata interamente restaurata nel 1962-63, tuttavia non è molto visitata, in quanto è raggiungibile soltanto a piedi, non esistendo una carrozzabile che la raggiunga.

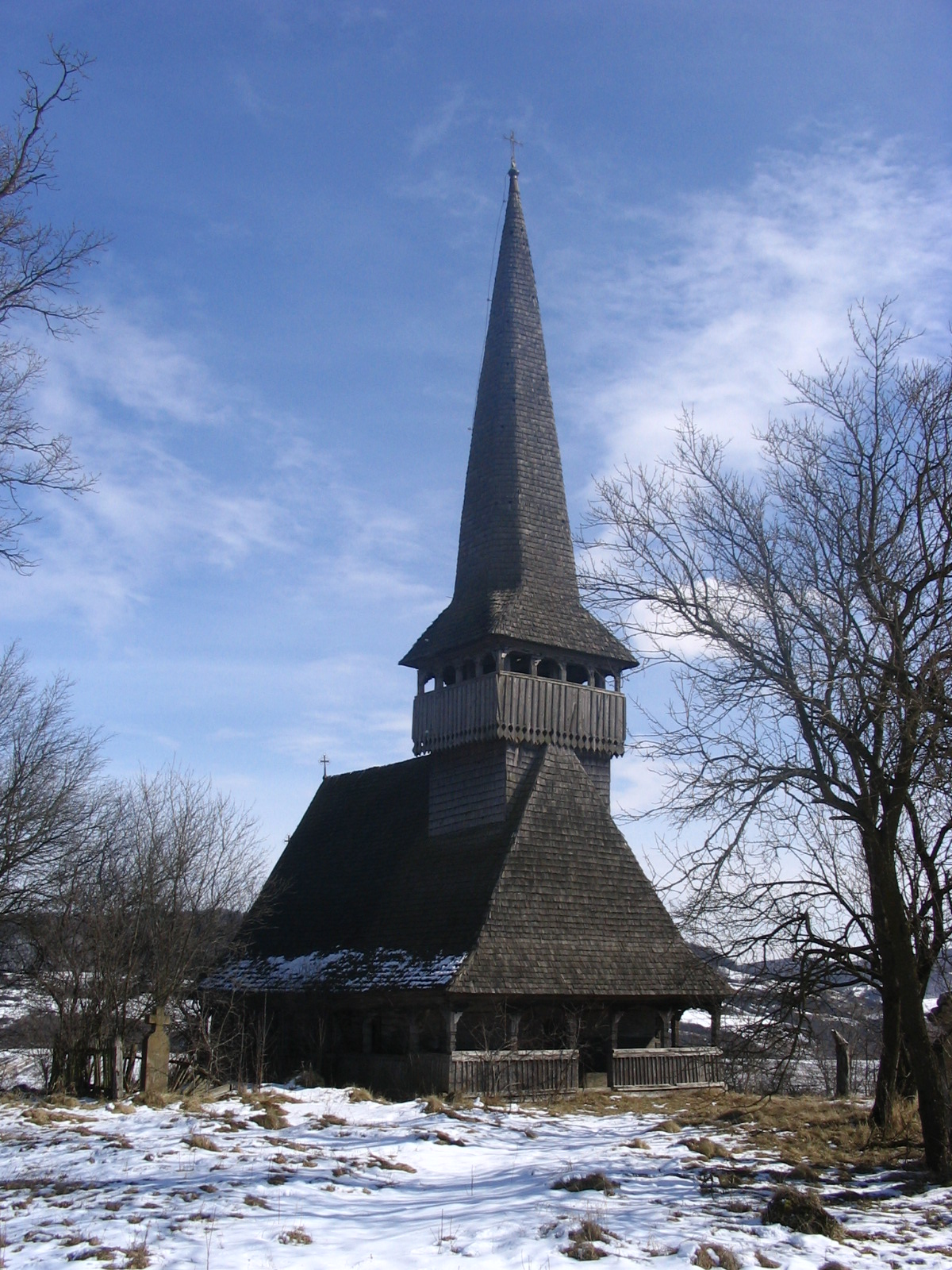
La chiesa lignea di Sânmihaiu Almașului